# Brigáda 055
Brigáda 055  (nebo 55. arabská brigáda) byl elitní vojenský oddíl, sponzorovaný a vycvičený al-Káidou, který byl začleněn do armády Tálibánu mezi lety 1995 a 2001.
Jednalo se především o zahraniční partyzánské bojovníky (mudžahedíny) z Blízkého východu, střední Asie a jihovýchodní Asie, kteří měli jistou formu bojových zkušeností, buď bojovali proti sovětské invazi v osmdesátých letech či jinde. Byli vybaveni zbraněmi, které v zemi zanechali Sověti, a také těmi, které poskytly súdánské a talibanské vlády. Brigáda byla také příjemcem celosvětové sítě podporovatelů al-Káidy, čímž získala sofistikovaná zařízení včetně satelitních telefonů, brýlí na noční vidění a dokonce letadel. 
Zprávy časopisu Time naznačují, že členové brigády 055 byli často rozmístěny v menších skupinách, aby pomohli posílit pravidelné afghánské jednotky Talibanu. Toho bylo často dosaženo hrozbami nebo zastrašením, jejichž cílem je vynucovat disciplínu a oddanost ideologii džihádistů. 
Elitní mezinárodní jednotka byla složena z arabských žoldnéřů, byla to malá jednotka vysoce vycvičených, vysoce motivovaných a dobře placených partyzánských bojovníků, kterou Usáma bin Ládin ustavil krátce poté, co přijel do Afghánistánu v roce 1996. Přibližně 100 členů sloužilo jako bin Ládinova osobní garda.